# Fontaine-le-Puits
Fontaine-le-Puits ist eine Commune déléguée mit 102 Einwohnern (Stand 1. Januar 2022) in der Gemeinde Salins-Fontaine im Département Savoie in der Region Auvergne-Rhône-Alpes.
Die Gemeinde Fontaine-le-Puits wurde am 1. Januar 2016 mit Salins-les-Thermes zur neuen Gemeinde Salins-Fontaine zusammengeschlossen.

## Bevölkerung
| Bevölkerungsentwicklung | Bevölkerungsentwicklung |
| Jahr                    | Einwohner               |
| ----------------------- | ----------------------- |
| 1962                    | 95                      |
| 1968                    | 105                     |
| 1975                    | 89                      |
| 1982                    | 92                      |
| 1990                    | 108                     |
| 1999                    | 121                     |
| 2006                    | 135                     |